# 블랙스미스 씬
블랙스미스 씬(Blacksmith Scene, Blacksmith Scene #1, Blacksmithing Scene)은 윌리엄 케네디 딕슨 감독의 미국의 1893년 단편 흑백 무성 영화이다. 1893년 5월 9일 대중에게 상영된 최초의 키네토스코프 영화라는 점에서, 또 영화에서 역할을 수행한 배우들의 최초의 예시라는 점에서 역사적으로 중요하다.
102년이 지난 1995년, 블랙스미스 씬은 미국 국립영화등기부의 보존물로 선정되었다. 국립영화등기부에서 1891년 작품 뉴어크의 운동선수에 이어 2번째로 오래된 영화이다.